# Stadio 23 Agosto
Lo Stadio 23 agosto (in spagnolo Estadio 23 de Agosto) è uno stadio di calcio di San Salvador de Jujuy, in Argentina.
Costruito nel 1973, è dedicato all'Éxodo Jujeño  (23 agosto 1812), un episodio della guerra d'indipendenza argentina.
È lo stadio delle partite casalinghe del locale club del Gimnasia (J).
È stato tra le sedi della Coppa America 2011.